# Muna (Myagdi)
Muna – gaun wikas samiti w zachodniej części Nepalu w strefie Dhawalagiri w dystrykcie Myagdi. Według nepalskiego spisu powszechnego z 2001 roku liczył on 478 gospodarstw domowych i 2271 mieszkańców (1249 kobiet i 1022 mężczyzn).